# Philoscia spinosa
Philoscia spinosa är en kräftdjursart som beskrevs av Thomas Say 1818. Philoscia spinosa ingår i släktet Philoscia och familjen Philosciidae. Inga underarter finns listade i Catalogue of Life.